# Reilhaguet
Reilhaguet település Franciaországban, Lot megyében. Lakosainak száma 151 fő (2022. január 1.). Reilhaguet Calès, Payrac, Saint-Projet és Le Vigan-en-Quercy községekkel határos.

## Népesség
A település népessége az elmúlt években az alábbi módon változott:
| Lakosok száma | 118  | 105  | 105  | 130  | 124  | 131  | 130  | 143  | 150  | 151  |
|               | 1968 | 1982 | 1990 | 2006 | 2013 | 2015 | 2017 | 2019 | 2020 | 2022 |